# Grad Forhtenek
Grad Forhtenek (nemško (Forchtenegg) je stal na strmi, delno skalnati vzpetini zahodno nad potokom Velunja, v naselju Ravne pri Šoštanju vzhodno nad domačijo Vratar,  od katerega so ostale le še mogočne razvaline.

## Zgodovina
Grad Forhtenek je konec 13. stoletja pozidal šentpavelski samostan, ki ga je dal v fevd Vovbrškim grofom, ki so na njem imeli kastelane. V virih se prvič omenja leta 1317 kot Fuerchtenek, leta 1336 kot vest Furtnekk, leta 1435 je omenjen burck Fuerchtenegk, leta 1462 in 1480 pa kot gschloss. 
Prva vovbrška kastelana na Forhteneku sta leta 1317 omenjena vitez Poepel in Gebhard iz rodu Turnskih, leta 1322 pa Ulrik Forhtenek. Po izumrtju Vovbrških so grad podedovali Žovneški gospodje. Leta 1356 ga je od  Celjskih grofov prejel v fevd Jošt Forhteneški. Že Žovneški so Turnskim prepustili grad v sekundarni fevd, saj že Ulrik vse do leta 1349 ni nikoli nosil naziva gradiščan. Okoli 1350 so Celjski spremenili grajsko upravo in namesto vazalov postavili gradiščane. Ti so bili: leta 1360 vitez Ivan (Hans) iz Rogatca, leta 1378 Heinzlein Raumschüssl, leta 1425 Žiga Dobrnski, leta 1435 sta imela grad v fevdu brata Jošt in Hans Forhteneška, od leta 1441 pa je bil kastelan Hieronim Voitlander. 
Predstavniki »originalne« rodbine Forhteneških so se odselili z gradu ter začeli življenje kot poklicni gradiščani in vitezi na gradovih Celjskih. Vsaj od leta 1376 je bil Friderik II. turnsko- forhteneški gradiščan na starem sedežu Celjskih, gradu Žovneku, kjer je ostal do približno 1393. Friderik ni imel sinov, pač pa je Jošt, drugi mož njegove hčerke Katarine, prevzel vzdevek Forhteneker in ribji grb. Bil je gradiščan v celjski službi v Šoštanju. Sinova Jošt II. in Hans sta leta 1437 za kratek čas dobila grad v svojo last. Jošt je z bratom Hansom prejel od Celjskih v fevd grad Forhtenek s pripadajočo posestjo, ki je v listini natančno našteta, in tudi razno drugo posest v Savinjski dolini.
Po izumrtju Celjskih leta 1456 je grad in gospostvo prešlo v last deželnega kneza oziroma Habsburžanov, ki so ga dajali v najem. Med leti 1459, ko je grajskemu gospostvu spadal tudi urad v Mozirju, in 1500 je bil na gradu najemnik vitez Andrej Triebenberger (1459), nato vitez Žiga Lichtenberger, za njim Danijel Minndorfer. Leta 1525 sta bila najemnika viteza Krištof in Boltežar Altenhausa. Hans Leysser in njegovi dediči so na gradu gospodarili med letoma 1535 in 1603, Žiga Jurij Dobrnski pa od leta 1620. Grad Forhtenek so leta 1635 zavzeli, oropali in  poškodovali uporni kmetje. Po tem je bil opuščen v razvaline.